# توت‌خوار سینه‌سرخ
توت‌خوار سینه‌سرخ (نام علمی: Dacnis berlepschi) نام یک گونه از سرده توت‌خوار است.